# Krallice
Krallice — американская блэк-метал-группа, созданная нью-йоркскими музыкантами Колином Марстоном, Миком Барром, Ником МакМастером и Львом Вайнштейном. Они играют «экспериментальный, высокотехничный блэк-метал». Группа выпустила одиннадцать студийных альбомов и три EP, последний из которых — альбом Psychagogue, выпущенный 17 июня 2022 года. Krallice были описаны как «одна из самых интересных, привлекательных блэк-метал-групп, появившихся за последние годы» и «одна из самых важных групп в современном блэк-метале».

## История
Krallice была образована Колином Марстоном и Миком Барром в 2007 году. Барр сказал в интервью, что «Я с Колином говорил о том, чтобы попытаться записать блэк-метал вместе, не имея реальных планов сделать так, чтобы он звучал хорошо или даже выпустить его, но когда мы писали музыку, мы как бы позволили ей принять свою собственную форму. И нам это понравилось больше, чем мы ожидали». Позже в группу пришёл Лев Вайнштейн в качестве барабанщика и Николас МакМастер в качестве басиста и второго вокалиста. Они выпустили свой дебютный полноформатный альбом Krallice в 2008 году, получивший признание критиков. Партии баса на этом альбоме исполняли Барр и Марстон, а МакМастер спел несколько композиций.
Krallice выпустили свой второй полноформатный альбом Dimensional Bleedthrough в ноябре 2009 года на лейблах Profound Lore Records и Gilead Media. Альбом получил высокую оценку критиков и был включен в ряд списков года. Примерно в это же время Марстон присоединился к канадской дэт-метал-группе Gorguts, Барр работал над музыкой с Barr-Nevai, а Вайнштейн начал работать с Bloody Panda. 
В апреле 2011 года они вернулись со своим третьим полноформатным альбомом Diotima, получившим ошеломляющее признание критиков. Рецензент AllMusic Фил Фримен так сказал об этом альбоме: «В своих лучших проявлениях они представляют собой ошеломляющую звуковую силу, и Diotima — их лучший альбом на сегодняшний день». Позже в том же году они выпустили сингл под названием Traditional, а также мини-альбом каверов Orphans of Sickness.
В августе 2012 года Krallice самостоятельно выпустили свой четвёртый полноформатный альбом Years Past Matter. Pitchfork описал его как самый «безжалостный» и «неумолимый» альбом на сегодняшний день и «сложный час, требующий полного погружения». Invisible Oranges пишет, что альбом «включает в себя игривые и мрачные элементы из их предыдущих двух релизов, чтобы продемонстрировать новообретённую сдержанность, которая говорит о группе, совершенствующей своё мастерство. Сложные мелодические линии по-прежнему сохраняют свою фирменную плотность, но исполнены с утончённостью опытной и хорошо обслуживаемой машины. Наблюдается очевидное сокращение масштабов, особенно во вступлении к „IIIIIIIIII“, но их безошибочное перетягивание каната между неясным хаосом и блаженным разрешением кажется ещё более усиленным, чем предыдущие попытки».
После периода затишья, когда участники группы занимались своими другими проектами, группа выпустила свой пятый полноформатный альбом Ygg huur 30 июля 2015 года. Альбом был назван в честь сюиты итальянского композитора Джачинто Шельси. Альбом получил исключительно положительные отзывы многих музыкальных критиков. SPIN дал альбому оценку 8/10, описав его как «самый мучительный материал группы с момента их дебюта в 2008 году, когда их подход к блэк-металлическим структурам все ещё был относительно простым». Альбом сравнивали с Gorguts, Deathspell Omega и Altar of Plagues. За альбомом последовало EP Hyperion, выпущенное 1 января 2016 года. Материал для этого EP был написан в 2013 году для сплит-релиза, который так и не состоялся, и, как было отмечено, представляет собой стилистическую середину между Years Past Matter и Ygg Huur.

## Музыкальный стиль
Krallice играют прогрессивный, высокотехничный блэк-метал, несколько похожий по стилю на Weakling и Wolves in the Throne Room. В музыке группы присутствуют плотные гитары, часто исполняющие быстрые, точные гитарные пассажи, сыгранные тремоло. Группа часто использует длинные, сложные песенные структуры. Более ранний материал в большей степени опирался на ранние блэк-метал-группы, такие как Burzum, Gorgoroth и Ulver, хотя со временем группа значительно расширила своё звучание.

## Состав
- Мик Барр — вокал, гитара
- Колин Марстон[англ.] — гитара
- Лев Вайнштейн — ударные
- Ник МакМастер — бас-гитара, вокал

## Дискография

### Студийные альбомы
- 2008 — Krallice
- 2009 — Dimensional Bleedthrough
- 2011 — Diotima
- 2012 — Years Past Matter
- 2015 — Ygg huur
- 2016 — Prelapsarian
- 2017 — Loüm
- 2017 — Go Be Forgotten
- 2020 — Mass Cathexis
- 2021 — Demonic Wealth
- 2022 — Crystalline Exhaustion
- 2022 — Psychagogue
- 2023 — Porous Resonance Abyss
- 2023 — Mass Cathexis 2 - The Kinetic Infinite
- 2024 — Inorganic Rites

### Концертные альбомы
- 2019 — Rot And Waste Live

### EP
- 2011 — Orphan of Sickness
- 2016 — Hyperion
- 2019 — Wolf

### Синглы
- 2011 — Traditional
- 2016 — Hate Power
- 2020 — The Wheel